# Lotus Tower
Der Lotus Tower der sri-lankischen Hauptstadt Colombo ist ein 350 Meter hoher Fernsehturm. Der Turm ist das höchste Bauwerk von Sri Lanka, gehört zu den höchsten Bauwerken Asiens und auch zu den höchsten Fernsehtürmen der Welt. Das Bauwerk wurde zu einer markanten Landmarke und Sehenswürdigkeit von Colombo. Der Turmkorb ist in Form einer geschlossenen Lotusblüte gestaltet. Neben der Senderversorgung dient der Turm als Aussichtsturm und beherbergt eine Reihe von Vergnügungseinrichtungen und ein Drehrestaurant.

## Lage
Der Lotus Tower befindet sich zentral in Colombo rund 1,5 Kilometer westlich der Colombo International Financial City, eines in den 2010er Jahren geschaffenen Finanzplatzes. Der Turm steht am östlichen Ufer des Beira Lake, eingerahmt in einer Parkanlage.

## Geschichte

### Vorgeschichte
Der Präsident der staatlichen Telekommunikationsbehörde (Telecommunications Regulatory Commission of Sri Lanka) sowie der Außenminister des Landes unterschrieben einen Konsortialvertrag mit zwei chinesischen Unternehmen zum Bau eines Fernsehturms am 3. Januar 2012. Die Phase fiel in die Regierungszeit des damaligen Staatspräsidenten Sri Lankas Mahinda Rajapaksa. Ihm wurde vorgeworfen, das Vergabeverfahren unter korrupten Bedingungen genehmigt zu haben. Mahinda Rajapaksa soll große Kredite von China aufgenommen haben, um Infrastrukturprojekte zu finanzieren. Lokale Medien kritisierten auch, dass der Sendeturm die aktuelle Übertragungsfunktion im Land weder abdecken noch verbessern könne und warfen dem Präsidenten vor, Gelder für ein eitles Bauprojekt zu verschwenden. Die hohe Auslandsverschuldung in Höhe von 51 Milliarden US-Dollar, mit einem Anteil von 10 % gegenüber der Volksrepublik China, führte zu einer Wirtschaftskrise des Landes im April 2022. Zudem wurde die architektonischen Anleihen an den Zentralen Fernsehturm Peking kritisiert.

### Bau

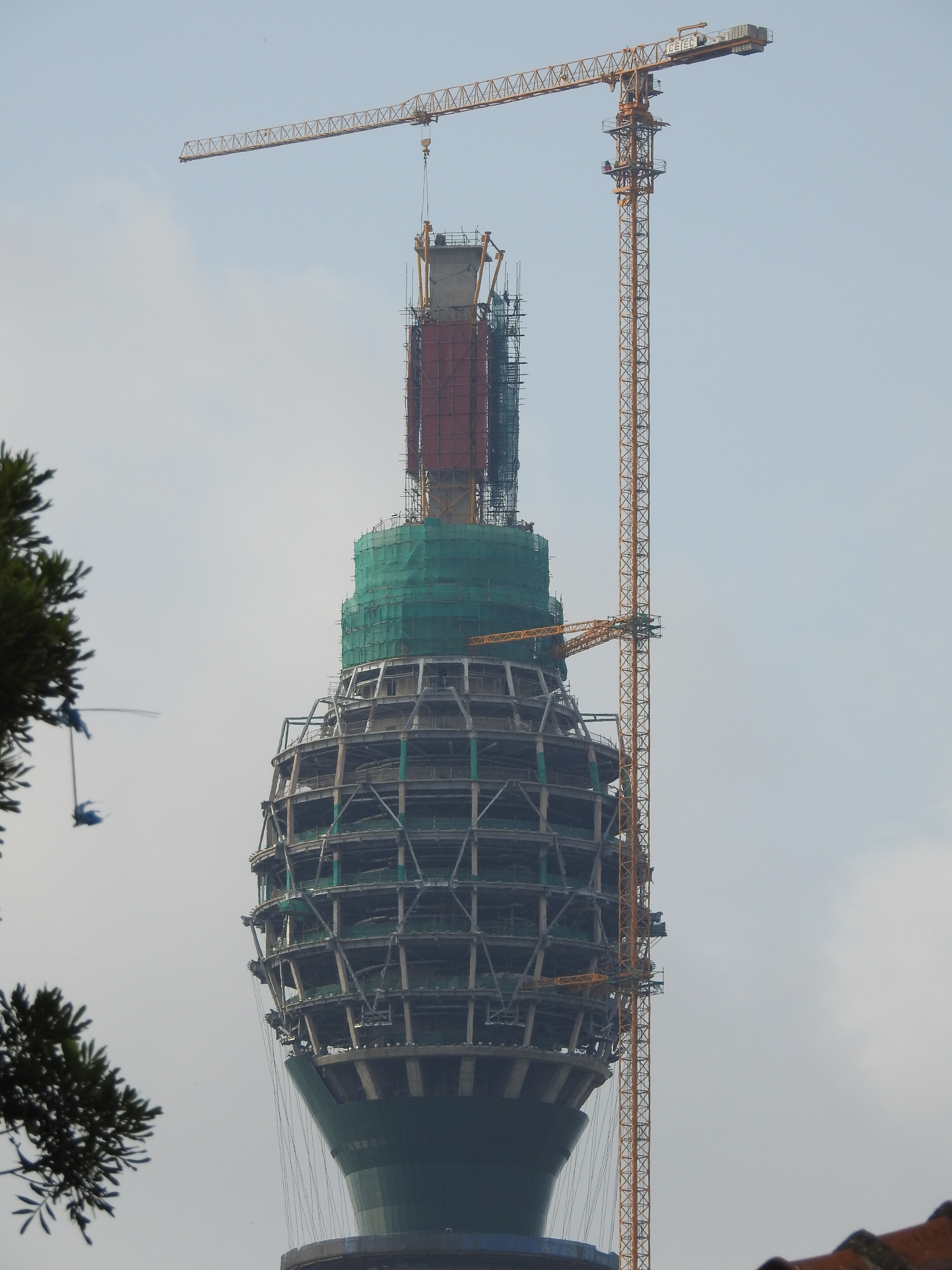
Bauarbeiten am Lotus Tower (März 2017)

Der Bau des Lotus Tower wurde am 20. Januar 2012 mit einer Zeremonie zur Grundsteinlegung begonnen. Im Dezember 2014 wuchs die Konstruktion bis zu einer Höhe von 125 Meter an und im Juli 2015 war die finale Höhe erreicht. Am 15. September 2019 waren die Arbeiten zum Turm beendet. Für die Öffentlichkeit geöffnet wurde er erst am 16. September 2022.
Die Baukosten des Lotus Tower wurden auf 113 Millionen US-Dollar geschätzt.

## Beschreibung
Der Lotus Tower besteht aus einem opal-grünen Turmschaft, der sich in die Höhe verjüngt. Am Fuße des Turms umschließt ein ringförmiges Basishaus den Schaft komplett. In dem dreigeschossigen verglasten Basishaus mit Unterkellerung befindet sich neben dem Empfangsbereich, Ausstellungs- und Museumsräumlichkeiten auch die Küche, welche das Turmrestaurant mit Speisen versorgt. Jedes der Stockwerke ist über 4000 Quadratmeter groß. Der begehbare Dachbereich des Basishauses beherbergt außerdem einen Wassertank.
Der Turmkorb weist acht Geschosse mit einer Nutzfläche von 7616 Quadratmetern auf und gliedert sich wie folgt:
| Korb- geschoss | Höhe    | Funktion                                              |
| -------------- | ------- | ----------------------------------------------------- |
| 8.             | 253 m   | Stromversorgung, Aufzuggeräteraum, Freiluftplattform  |
| 7.             | 245 m   | Aussichtsplattform (560 Quadratmeter)                 |
| 6.             | 239 m   | VIP-Räume (986 Quadratmeter)                          |
| 5.             | 234.2   | Drehrestaurant mit 600 Sitzplätzen, 1088 Quadratmeter |
| 4              | 229,4 m | Bankett-Saal, 1087 Quadratmeter                       |
| 3.             | 225 m   | Bankett-Saal, 1063 Quadratmeter                       |
| 2.             | 219,8 m | TV-Sender, Kontrollräume, 713 Quadratmeter            |
| 1.             | 215 m   | Radio-Sender, Kontrollräume, 926 Quadratmeter         |

Die Fassade des Turmkorbs wird vollständig von ornamental angeordneten geometrischen Flächen überdeckt, die den Turmkorb wie eine geschlossene Lotusblüte aussehen lassen sollen. Der Baukörper des Turmkorbs endet auf einer Höhe von 264,6 Metern, an den sich der Antennenträger bzw. der Sendemast fortsetzt. Der Sendemast teilt sich in vier Segmente (bis 290 Meter, bis 321 Meter, bis 339 Meter und bis zur Spitze) auf, die für die Ausstrahlung von Fernseh- und Radiosignale vorgesehen sind sowie für Telekommunikationsdienste und andere Übertragungszwecke.

## Sender
Der Lotus Tower ist für die Abstrahlung von 50 Fernseh- und über 35 Radioprogrammen vorgesehen. Im Land wurde bis 2022 vornehmlich analoges Programm ausgestrahlt, was in den nächsten Jahren umgestellt werden soll.